# Charles II. de La Vieuville

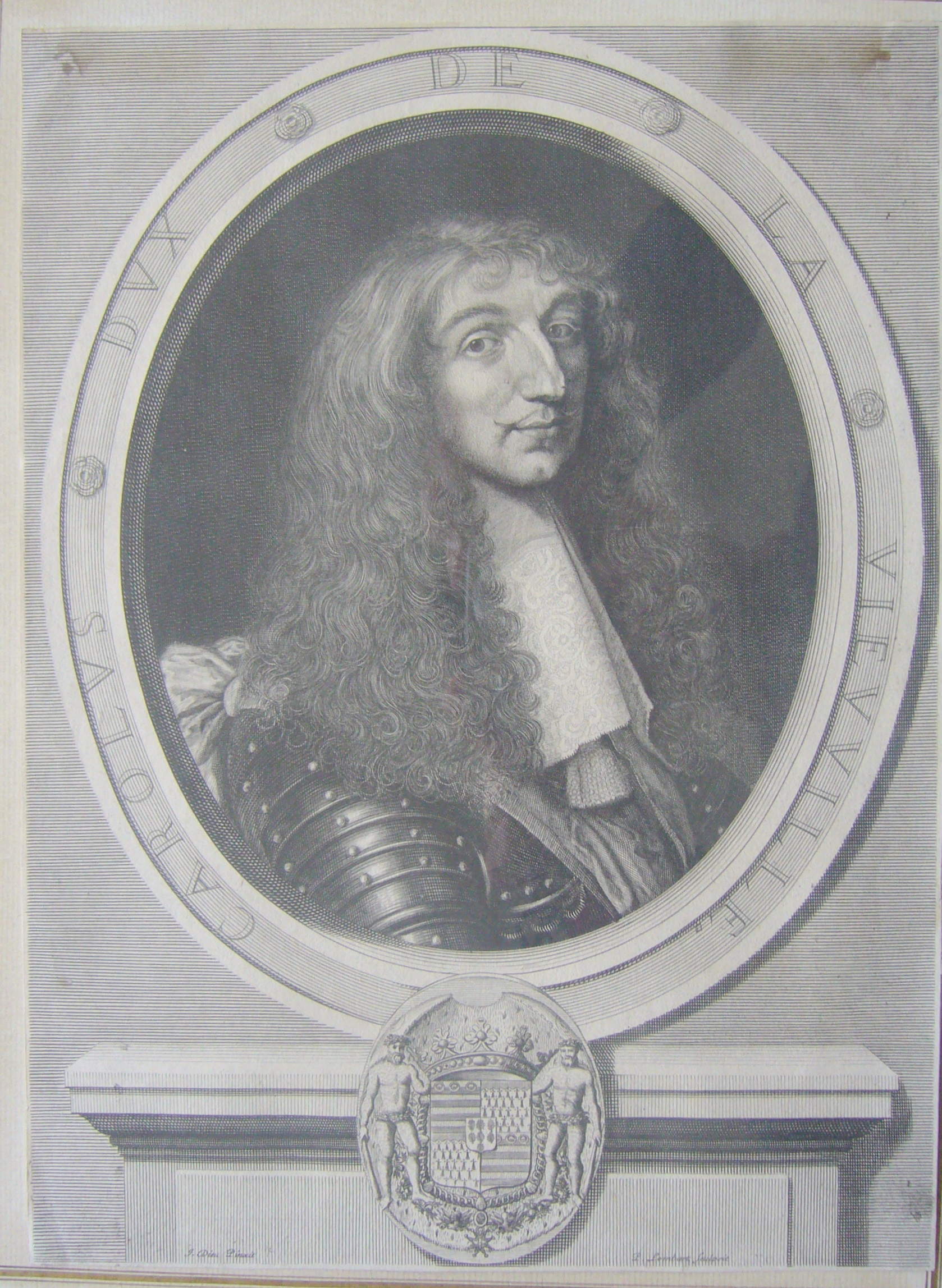
Carolus Dux de la Vievville, Porträt von Jean Dieu (um 1658–1714), Gravur von Pierre Lombard (1612–1682), um 1678

Charles II. de La Vieuville (* wohl 1616; † 2. Februar 1689 in Paris, 73 Jahre alt) war Herzog von La Vieuville und Pair von Frankreich.

## Leben
Charles II. de La Vieuville war ein Sohn von Charles I., Duc de La Vieuville, und Marie Bouhier de Beaumarchais.
Er begann eine militärische Laufbahn, wurde am 8. März 1645, nach der Demission von Nicolas II. de Brichanteau, Marquis de Nangis, Mestre de camp des Régiment de Picardie, und nahm in dieser Funktion 1646 an den Belagerungen von Bourbourg, Béthune und Dünkirchen teil. Am 20. August 1648 wurde er in der Schlacht bei Lens verwundet. Am 29. April 1645 wurde er Staatsrat im Conseil privé des Königs.
Am 16. Januar 1649 wurde er Maréchal de camp des Armées du Roi, später Lieutenant-général im Gouvernement der Champagne. Ab 2. November 1651 gehörte er dem Conseil de Finances an. Am 10. Juli 1652 wurde er zum Lieutenant-général des Armées du Roi ernannt. 1653 demissionierte er als Mestre de camp des Régiment de Picardie. Sein Nachfolger wurde Alphonse de Brichanteau, Marquis de Nangis.
Mit dem Tod seines Vaters am 7. Juni 1663 wurde er Herzog von Vieuville und Pair von Frankreich etc. Am 12. September 1664 wurde er nach der Demission des Duc de Roannais Gouverneur et Lieutenant général en haut et bas Poitou, Châtelleraudais et Loudunois, sowie Gouverneur von Fontenay-le-Comte. Um auf eine drohende Beschlagnahme zu reagieren, huldigte Charles de La Vieuville am 14. Juni 1659 für die Herrschaft Chailvet, dem historischen Lehen der Familie, dem Bischof von Laon; am 29. Mai 1666 verkaufte er das Schloss und das Land an Claude Parat, einen reichen Bürger aus Soissons.
Wohl im April 1676 demissionierte er selbst zugunsten seines Sohnes als Gouverneur. Am 13. Januar 1670 wurde er nach dem Demission des Marquis de Gordes Chevalier d’honneur der Königin, demissionierte selbst wohl Anfang 1676 zugunsten seines Sohnes.
Am 28. Februar 1686 ernannte der König ihn zum Gouverneur von Philippe d’Orléans, Duc de Chartres (1674–1723), dem späteren Regenten Frankreichs. Am 31. Dezember 1689 wurde er zum Ritter im Orden vom Heiligen Geist ernannt. Er starb allerdings bereits einen Monat später.

## Ehe und Familie
Am 25. September 1649 heiratete er per Ehevertrag Françoise Marie de Vienne, Comtesse de Châteauvieux († 7. Juli 1669 in Paris), Erbtochter von René de Vienne, Seigneur de Clervans et de Vauvillers, Comte de Châteauvieux, und Marie de La Guesle, Dame de La Chaux etc. Ihre Kinder sind:
- René François (* 18. Februar 1652; † 9. Juni 1719 in Paris), Marquis de La Vieuville, 17. Februar 1677 Colonel des Régiment de Navarre nach der Demission des Colonel d’Albret/Albert, 13. Januar 1676 Chevalier d’honneur de la Reine, 29. April 1677 Gouverneur et Lieutenant général en haut et bas Poitou etc., beides nach der Demission seines Vaters; ⚭ (1) 12. Januar 1676 Saint-Germain-en-Laye Anne-Lucie de La Mothe-Houdencourt, Tochter von Antoine de La Mothe, Marquis d’Houdencourt, und Catherine de Beaujeu; ⚭ (2) 30. Juni 1689 Marie Louise de la Chaussée-d’Eu († 10. September 1715), Tochter von Jérôme de la Chaussée-d’Eu, Comte d’Arest, und Françoise de Sarnoise; ⚭ (3) 20. April 1716 in Paris Madeleine Thérèse de Froulay, Tochter von Charles, Comte de Froulay, und Angélique de Baudéan de Parabère, Witwe von Claude le Tonnelier de Breteuil, Seigneur d’Escouché
- Charles Emmanuel († 17. Januar 1720 in Paris), Seigneur de Chelleaux, Comte de Vienne et de Confolant, Marquis de Saint-Chamond, Baron de Villars-d’Arzillières etc., Premier Baron de Champagne, Mestre de camp du Régiment du Roi cavalerie ; ⚭ 30. November 1684 in Vienne Marie-Anne Mitte de Chevrières de Saint-Chamond (* wohl 1663; † 22. November 1714 in Paris, 51 Jahre alt), Erbtochter von Henri de Chevrières, Marquis de Saint-Chamond, und Charlotte-Susanne de Gramont.
- François Marie (* wohl 1657; † 3. April 1689 in Paris, 32 Jahre alt), 3. Februar 1676 Abbé de Savigny
- Jean-Evangeliste († 26. Oktober 1714) Bailli et Grand Croix de l’Ordre de Saint Jean de Jerusalem, Commandeur des Commanderies du Temple de La Rochelle et d’Étrépigny, 4. April 1712 Gesandter seines Ordens beim König
- Barbe Françoise († 17. Mai 1721), Äbtissin von Notre-Dame de Meaux nach dem Rücktritt ihrer Tante, trat ebenfalls zurück und wurde Nonne in der Benediktiner-Abtei Le Val de Gif
- Marie Henriette Thérèse (* 6. September 1654), Nonne in der Abtei Notre-Dame de Meaux
- Charlotte-Françoise (* 15. August 1655), legte ihr Ordensgelübde in der Abtei Notre-Dame de Meaux ab, wechselte in die Bernhardiner-Abtei Les Clairets
- Gillonne Catherine Césarine (* wohl 26. November 1665; † 9. Mai 1668, 2 Jahre, 5 Monate und 13 Tage alt)
- NN (* 1666, wohl im Juli/August; † 7. Mai 1667, 9 Monate alt)

Charles II. de La Vieuville, seine beiden Ehefrauen und einige seiner Kinder wurden im Couvent des Minimes de la place Royale in Paris bestattet.